# 栽培植物
栽培植物（英語：cultigen; cultivated plant）是指人工栽培中由于选育或有意无意的杂交而产生的植物类群。分类单位为种的栽培植物也叫栽培种或培植物种（英語：cultivated species）。栽培植物的演化进程受人类需求的影响，其种群维持又往往依赖于人类的栽培管理。栽培植物和野生植物并非总是泾渭分明，在完全的栽培植物和完全的野生植物之间还有各种过渡状态，具体情况依物种受人类干预程度而定。

## 举例
栽培种：
- 玉米 Zea mays
- 大豆 Glycine max（最亲野生种：野大豆 Glycine soja）
- 香蕉 Musa × paradisiaca
- 苹果 Malus domestica
- 草莓 Fragaria × ananassa
- 菊花 Chrysanthemum × morifolium
- 牡丹 Paeonia × suffruticosa
- 郁金香 Tulipa gesneriana
- 番红花 Crocus sativus

栽培亚种：
- 萝卜 Raphanus raphanistrum subsp. sativus
- 胡萝卜 Daucus carota subsp. sativus